# Mary Valley Heritage Railway
| The Valley Rattler, C17 802 |                   |                  |                  |
| Streckenlänge: | 40 km             |                  |                  |
| Spurweite: | 1067 mm (Kapspur) |                  |                  |
| |                   |                  |                  |
| \| \| \| Traveston \| \| \| \| \| \| \| \| \| 40 \| Imbil \| Imbil \| \| \| 30 \| Kandanga \| Kandanga \| \| \| 23 \| Amamoor \| Amamoor \| \| \| 20 \| Dagun \| Dagun \| \| \| \| \| \| \| \| 0 \| Gympie (Central) \| Gympie (Central) \| \| \| \| Gympie North \| \| \| \| \| \| \| |                   |                  |                  |
| Bahnhof |                   | Traveston        | Traveston        |
| Strecke |                   |                  |                  |
| Strecke · Kopfbahnhof Streckenanfang | 40                | Imbil            | Imbil            |
| Strecke · Bahnhof | 30                | Kandanga         | Kandanga         |
| Strecke · Bahnhof | 23                | Amamoor          | Amamoor          |
| Strecke · Bahnhof | 20                | Dagun            | Dagun            |
| Abzweig geradeaus und nach links · Abzweig geradeaus und von rechts |                   |                  |                  |
| Strecke · Bahnhof | 0                 | Gympie (Central) | Gympie (Central) |
| Bahnhof · Strecke |                   | Gympie North     | Gympie North     |
| Abzweig geradeaus, nach links und von links · Strecke nach rechts |                   |                  |                  |

Die Mary Valley Heritage Railway (MVHR) ist eine 40 km lange Museumseisenbahn mit 1.067 mm (3 Fuß 6 Zoll) Spurweite und führt von Gympie durch das Tal des Mary River in die Region Cooloola von Queensland, Australien.

## Strecke

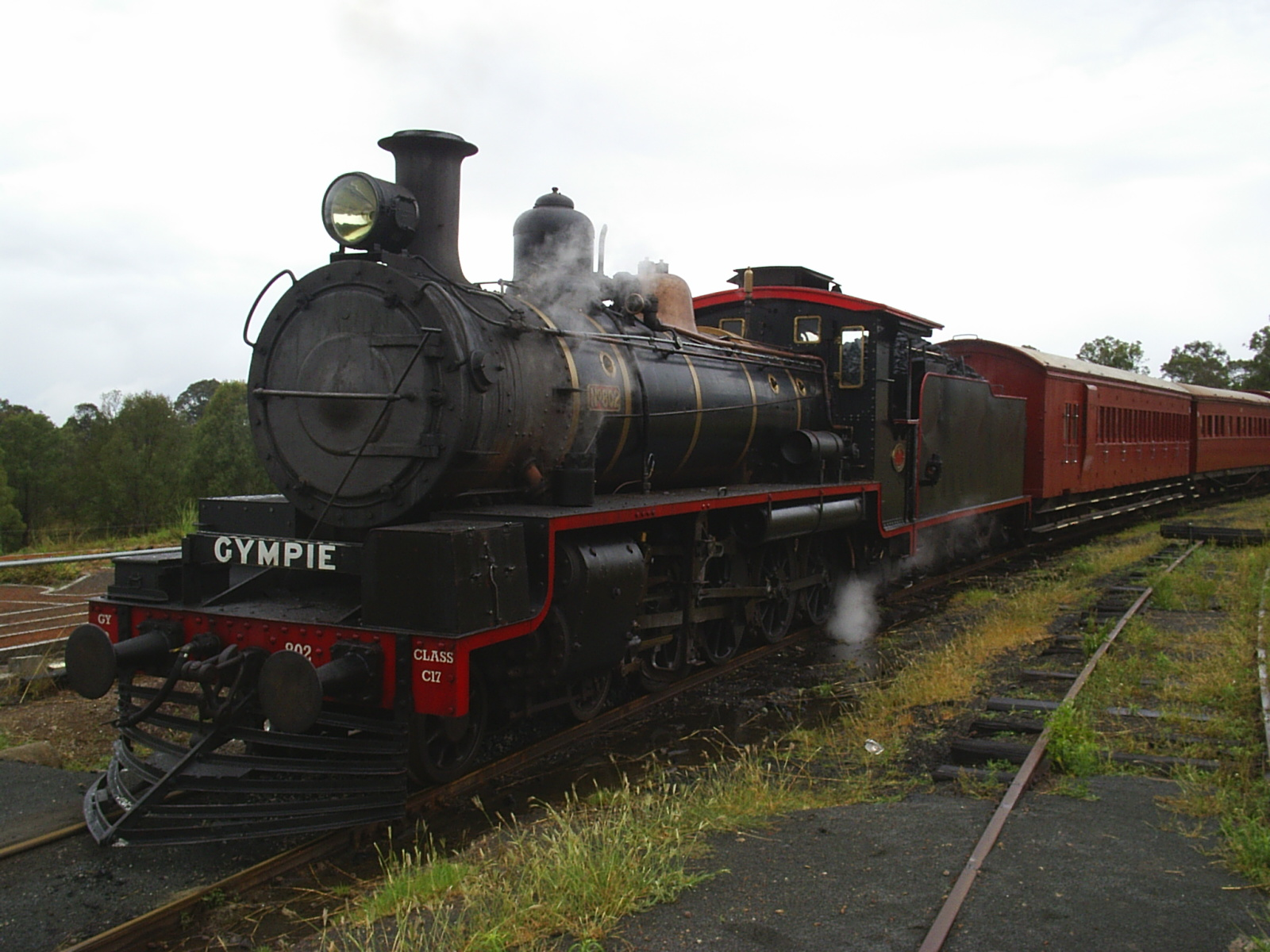
The Valley Rattler, C17 802

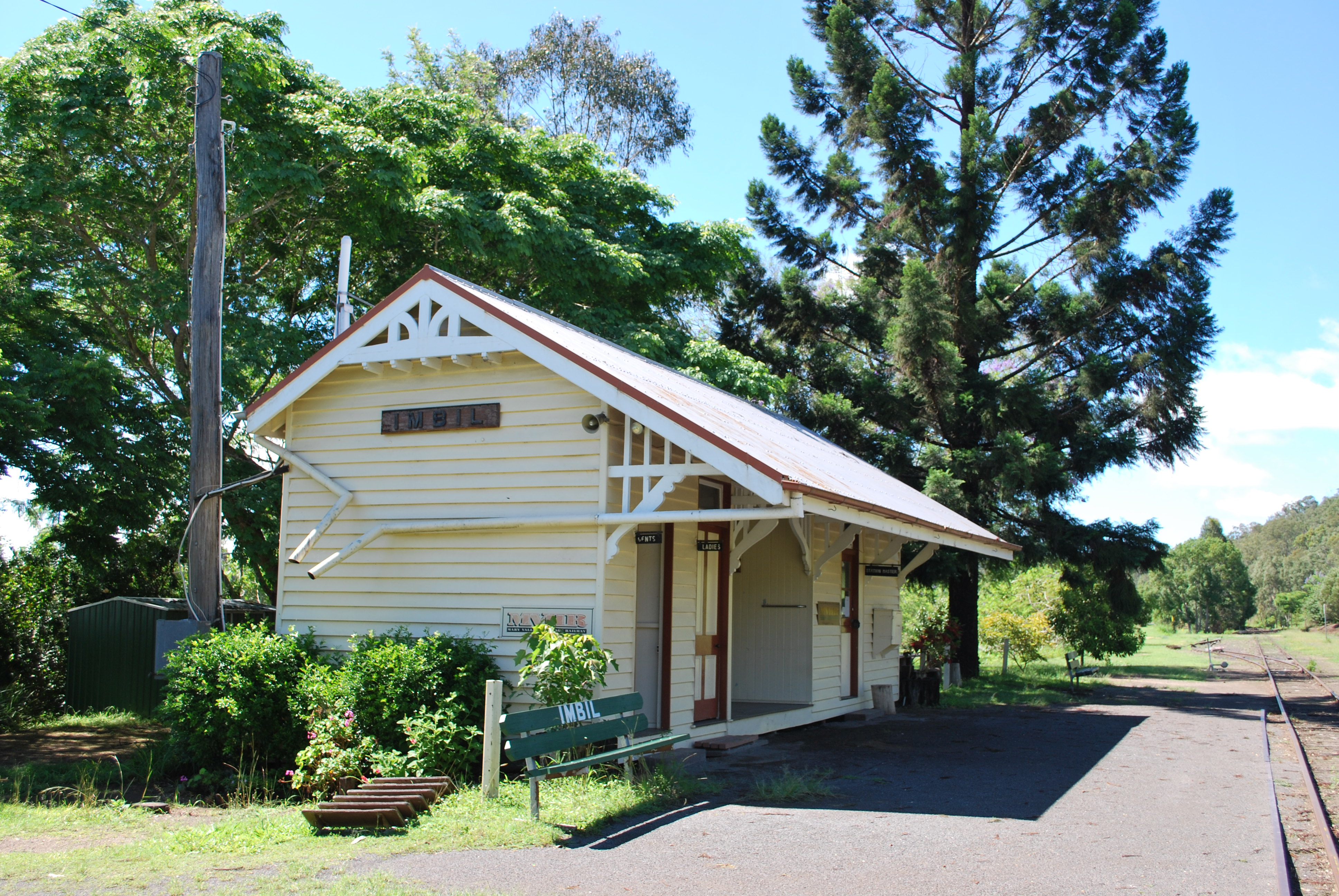
Bahnhof bei Imbil

Die Museumsbahn ist eine wichtige Touristenattraktion dieser Gegend und wird von einem gemeinnützigen Verein mit 12 bezahlten Mitarbeitern und vielen Freiwilligen betrieben. Sie gilt als die drittgrößte Museumseisenbahn Australiens.
Das Ministerium für Arbeit, ökonomische Entwicklung und Innovation (Department of Employment, Economic Development and Innovation) der Regierung von Queensland hat 2010 die Betriebskosten der Eisenbahn analysiert. Es stellte fest, dass die Eisenbahn mit einem signifikanten Verlust betrieben wird und auf staatliche finanzielle Unterstützung angewiesen ist.
Die Höchstgeschwindigkeit ist auf 25 km/h begrenzt und an einigen Bahnübergängen muss auf 5 km/h abgebremst werden. Nachdem im Jahr 2011 Bedenken bezüglich der Sicherheit geäußert wurden, fanden Sachverständige der Regierung keine wesentlichen Probleme.
Wenn die Straßen bei größeren Überschwemmungen unpassierbar und gesperrt werden, wird die Eisenbahn als Zubringerverkehr zu den vom Wasser eingeschlossenen Ortschaften eingesetzt.

## Ausflugsfahrten
Die Ride The Rattler genannten Ausflugsfahrten werden von der Mary Valley Heritage Railway (MVHR) jeden Samstag, Sonntag und Mittwoch ab 10:00 Uhr morgens vom historischen Bahnhof in Gympie unternommen, der noch aus den 1870er Jahren stammt. Der von einer historischen Dampflokomotive der queensländischen C17 Klasse gezogene Zug überquert den Mary River, fährt durch viele Kurven, bewältigt Steigungen und Gefälle, überquert auf historischen Brücken die Yabba, Kandanga and Amamoor Creeks und passiert die kleinen ländlichen Ortschaften Dagun, Amamoor und Kandanga und durchquert einen kurzen Tunnel, bis er nach einer 40 km langen Reise in Imbil ankommt. Die Bahnhöfe von Kandanga, Amamoor und Melawondi sowie die Mary Valley Railway Cream Sheds genannten Milchkannenhäuschen stehen unter Denkmalschutz.